# Eupithecia stevensata
Eupithecia stevensata là một loài bướm đêm trong họ Geometridae.